# Le Gros Rocher
Le Gros Rocher (französisch für Der große Felsen) ist eine 21 m hohe Felsformation an der Küste des ostantarktischen Adélielands. Der Felsen ragt am Kap Géodésie auf.
Französische Wissenschaftler benannten ihn 1958 deskriptiv.